# Pietrabruna
Pietrabruna (en ligur Priabrùna o Prebuna) és un comune italià, situat a la regió de la Ligúria i a la província d'Imperia. El 2015 tenia 501 habitants.

## Geografia
El territori de Pietrabruna jau sobre el vessant del mont Faudo (1149 m) i dona lloc al típic nucli urbà de la Ligúria. El seu centre històric està format per estrets carrerons i petites places. És a uns 17 km de la capital. Té una superfície de 10,22 km² i les frazioni de Boscomare i Torre Paponi. Limita amb Castellaro, Cipressa, Civezza, Dolcedo, Pompeiana i Taggia.

## Evolució demogràfica
| Gràfica d'evolució de Pietrabruna entre 1861 i 2011 |
|                                                     |
| Font: ISTAT                                         |